# Jowan Manew
Jowan Manew (mac. Јован Манев; ur. 25 stycznia 2001 w Koczani) – północnomacedoński piłkarz, występujący na pozycji obrońcy w tureckim klubie Adana Demirspor oraz w reprezentacji Macedonii Północnej.

## Statystyki

### Klubowe
Na podstawie:
| Klub             | Sezonów | Liga      | Liga  | Liga   | Puchar krajowy | Puchar krajowy | Kontynentalne | Kontynentalne | Suma  | Suma   |
| Klub             | Sezonów | Liga      | Mecze | Bramki | Mecze          | Bramki         | Mecze         | Bramki        | Mecze | Bramki |
| ---------------- | ------- | --------- | ----- | ------ | -------------- | -------------- | ------------- | ------------- | ----- | ------ |
| FK Osogowo       | 1       | ?         | ?     | ?      | 0              | 0              | –             | –             | ?     | ?      |
| Bregałnica Sztip | 1       | Prwa liga | 30    | 2      | 0              | 0              | –             | –             | 30    | 2      |
| Adana Demirspor  | 3       | Süper Lig | 25    | 2      | 4              | 0              | 4             | 0             | 33    | 2      |
| NK Osijek        | 1       | HNL       | 7     | 0      | 1              | 0              | –             | –             | 8     | 0      |
|                  | Łącznie | Łącznie   | 62    | 4      | 5              | 0              | 4             | 0             | 71    | 4      |

### Reprezentacyjne
Na podstawie:
| Gole w reprezentacji | Gole w reprezentacji | Gole w reprezentacji | Gole w reprezentacji | Gole w reprezentacji | Gole w reprezentacji | Gole w reprezentacji | Gole w reprezentacji |
| Lp.                  | Data                 | Miasto               | Przeciwnik           | Wynik                | Gole                 | Inne                 | Rozgrywki            |
| -------------------- | -------------------- | -------------------- | -------------------- | -------------------- | -------------------- | -------------------- | -------------------- |
| 1.                   | 12.09.2023           | Ta’ Qali             | Malta                | 2:0 (2:0)            | 41'                  | 88'                  | Eliminacje EURO 2024 |

## Sukcesy
Brak większych sukcesów klubowych i reprezentacyjnych.